# Tjabel Boonstra
Tjabel Boonstra (4 de junho de 1899 — 18 de maio de 1968) foi um ciclista holandês. Competiu em duas provas de ciclismo em pista nos Jogos Olímpicos de Antuérpia 1920.